# O Mistério dos Chocolates Envenenados
O Mistério dos Chocolates Envenenados (The Poisoned Chocolates Case, no original em inglês) é um romance policial escrito por Anthony Berkeley e publicado pela primeira vez em 1929 no Reino Unido. É considerado uma das obras-primas da chamada Era de Ouro da Ficção Policial, destacando-se por sua abordagem inovadora e metalinguística do gênero ficção investigativa.

## Enredo
A trama gira em torno de um misterioso assassinato cometido por meio de uma caixa de chocolates envenenados enviada pelo correio. Inicialmente endereçada a Sir Eustace Pennefather, a caixa acaba sendo recebida acidentalmente por Graham Bendix, cuja esposa consome os chocolates e morre envenenada.
O caso é investigado pelos excêntricos integrantes de uma sociedade ficcional investigadores, chamada "Círculo do Crime" (The Crime's Circle). Os membros do clube decidem resolver o assassinato como um exercício intelectual, e cada um apresenta sua própria teoria sobre o culpado, com base nas evidências disponíveis.

## Estilo e Inovação
O diferencial da obra está na multiplicidade de soluções: cada teoria parece plausível e bem fundamentada, questionando o próprio processo de investigação e a busca pela "verdade" em narrativas de mistério.
Anthony Berkeley propõe um jogo de inteligência com o leitor, subvertendo as convenções do gênero ao apresentar várias soluções diferentes para o mesmo crime, cada uma sustentada por raciocínios lógicos. A obra é, assim, tanto uma narrativa de mistério quanto uma crítica à lógica dedutiva tradicional dos detetives ficcionais, como Hercule Poirot ou Sherlock Holmes.